# Lom Rasová
Lom Rasová je přírodní památka v okrese Uherské Hradiště ve Zlínském kraji. Chráněné území o rozloze 4,43 ha je v péči AOPK ČR – regionálního pracoviště Správa Chráněné krajinné oblasti Bílé Karpaty.

## Poloha
Přírodní památka Lom Rasová se nachází v nadmořské výšce 540 - 550 metrů v Lopenické hornatině, která je součástí geomorfologického celku Bílé Karpaty. Bývalý lom leží 2,5 km jihovýchodně od obce Komňa, zhruba 300 metrů východně od autobusové zastávky Komňa, Nový Dvůr, která je umístěna na křižovatce u motorestu Rasová.

## Předmět ochrany
Předmětem ochrany je zatopený pískovcový lom, který je refugiem obojživelníků, například několika druhů čolků. Lomem byly odkryty výchozy flyšových vrstev s velkou převahou pískovců, které jsou z geologického hlediska řazeny k pískovcové litofacii svodnického souvrství vlárského vývoje bělokarpatské jednotky. Lokalita se nachází v I. zóně CHKO Bílé Karpaty.

### Flóra

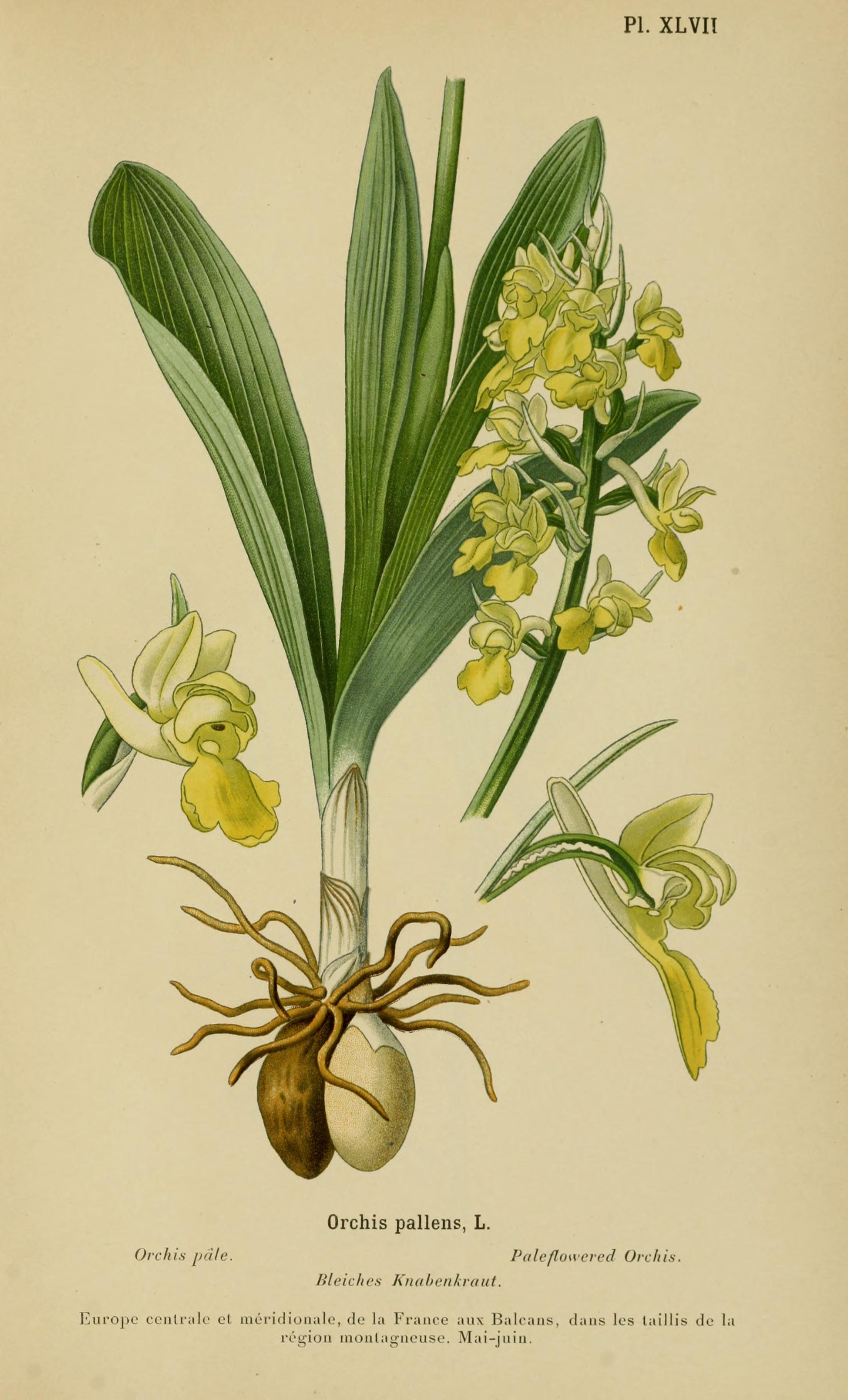
Vstavač bledý (Orchis pallens)

V bývalém lomu se vyskytuje řada vzácných druhů rostlin. Poměrně hojně zde roste kriticky ohrožená pětiprstka hustokvětá (Gymnadenia densiflora) či kruštík bahenní (Epipactis palustris).
Z ohrožených druhů se zde dále nachází okrotice bílá (Cephalanthera damasonium), dřín jarní (Cornus mas), prstnatec májový (Dactylorhiza majalis), pětiprstka žežulník (Gymnadenia conopsea), lilie zlatohlávek (Lilium martagon), vemeník dvoulistý (Platanthera bifolia), vstavač bledý (Orchis pallens) a vstavač vojenský (Orchis militaris).

### Fauna
Z ohrožených druhů brouků v Lomu Rasová žije majka fialová (Meloe violaceus), svižník polní (Cicindela campestris) a svižník lesomil (Cicindela sylvicola). Celkem bylo na lokalitě zjištěno 37 druhů střevlíkovitých brouků a 31 druhů vodních brouků, přičemž Lom Rasová je jednou z nejvýše položených lokalit v České republice, ve které žije velmi vzácný vodomil černý (Hydrophilus piceus). Pokud jde o motýly, vzácně se zde na místech, kde roste krvavec toten (Sanguisorba officinalis), vyskytuje modrásek bahenní (Phengaris nausithous). V prostoru bývalého lomu bylo zaregistrováno 19 druhů vážek.
Z ohrožených druhů obratlovců na chráněné lokalitě dominují obojživelníci a plazi. V lomovém jezírku se běžně vyskytuje čolek obecný (Lissotriton vulgaris), méně hojný je výskyt dalších obojživelníků, jako je čolek horský (Ichthyosaura alpestris), skokan štíhlý (Rana dalmatina), ropucha obecná (Bufo bufo) a kuňka žlutobřichá (Bombina variegata).
V lomovém jezírku se vzácně nachází též slepýš křehký (Anguis fragilis) a užovka obojková (Natrix natrix), na dně a terasách lomu pak užovka hladká (Coronella austriaca) a ještěrka obecná (Lacerta agilis). Z kriticky ohrožených druhů savců zde byl v roce 1988 zaznamenán výskyt netopýra černého (Barbastella barbastellus).

## Ohrožení lokality
Náletové dřeviny na lokalitě jsou pravidelně odstraňovány. Problémem, který se nedaří eliminovat a který vedl ke snížení počtu obojživelníků, se stalo nevhodné vysazení několika druhů ryb do lomového jezírka. Po ilegálním vysazení různých druhů ryb - okoun říční (Perca fluviatilis), karas stříbřitý (Carassius gibelio), úhoř říční (Anguilla anguilla), štika obecná (Esox lucius), sumec velký (Silurus glanis), perlín ostrobřichý (Scardinius erythrophthalmus), plotice obecná (Rutilus rutilus) a lín obecný (Tinca tinca) z lokality již zcela vymizely některé vzácné druhy obojživelníků, jako je čolek velký (Triturus cristatus), ropucha zelená (Bufotes viridis) a rosnička zelená (Hyla arborea). Ohrožení představují též nedisciplinovaní návštěvníci a turisté, kteří v lomu táboří, zapalují ohně a odhazují odpadky.